# جيمس وارتون وايت
جيمس وارتون وايت (بالإنجليزية: James W. White)‏ هو فلاح ودلال وسياسي أسترالي، ولد في 17 فبراير 1857، وتوفي في 30 يناير 1930 في اسبرانس في أستراليا. انتخب عضو مجلس النواب جنوب أستراليا من الجمعية عن دائرة Electoral district of Light ‏ وقد انضم خلال فترته النيابية (23 أبريل 1890 – 24 أبريل 1896)  للكتلة البرلمانية مستقل.